# Дымовский, Алексей Александрович
Алексе́й Алекса́ндрович Дымо́вский (род. 28 августа 1977, Благовещенск, Амурская область, РСФСР, СССР) — российский милиционер, майор МВД России. Стал широко известен после того, как 5 ноября 2009 года выступил с открытым видеообращением к председателю правительства России Владимиру Путину и офицерам России, которое было размещено в интернете на сайте и которое было вскоре размещено на сервисе YouTube. Лидер движения за реформу правоохранительных органов «Белая лента». Был арестован 22 января 2010 года, но спустя сорок два дня выпущен на свободу.

## Биография
В 1992 г. окончил неполную среднюю школу № 11 в городе Свободном Амурской области.
В 1996 г. окончил обучение в Свободненском железнодорожном техникуме.
В 1996—1998 гг. проходил военную службу в Вооружённых Силах России.
С 2000 г. начал карьеру в МВД России.
В 2000—2004 гг. работал участковым уполномоченным милиции ГУВД города Свободного Амурской области. В 2004 году перевёлся в УВД города Новороссийска.
В 2005 г. назначен на должность оперуполномоченного оперативно-розыскной части (ОРЧ) (по линии уголовного розыска).
В 2008 г. назначен на должность старшего оперуполномоченного ОРЧ (по линии уголовного розыска).

## Обращения к премьер-министру
5 ноября 2009 года на личном веб-сайте Дымовского (www.dymovskiy.ru) были опубликованы два видео, содержащие обращение к Путину и всем офицерам. Ролики быстро появились также на сайте Youtube.com и стали очень популярны. Сначала о видео Дымовского сообщали, в основном, оппозиционные СМИ.
По этому случаю силами ГУВД по Краснодарскому краю были проведены служебные проверки, которые, по словам руководства МВД, не подтвердили слов Дымовского.
Против майора было возбуждено уголовное дело по статье «Мошенничество, совершённое лицом с использованием своего должностного положения».

## Хронология событий

### Первые два видеоролика
Краткое содержание видеороликов от 5 ноября 2009 года следующее.
К офицерам
Просит настоящих офицеров к нему присоединиться. Говорит про честь, достоинство, справедливость, честность, любовь к работе. Описывает тяготы работы в милиции, возникающие из-за наплевательского отношения, хамства и самодурства начальства, и вытекающие проблемы в личной жизни. Рассказывает о несправедливом к нему отношении начальства, неоплачиваемой, ненормированной работе, маленькой зарплате, которая влечёт «калым», «перспективных планах» по увеличению раскрытия преступлений (т. н. «палочной системе», «аналогичный период прошлого года»), о случаях, когда «людей должны посадить» по заказу.
К Путину
Говорит о небольшой (14 000 руб.) зарплате, постоянно не оплачиваемой работе в выходные. Рассказывает о своём случае обращения в поликлинику, когда ему отказали в амбулаторном лечении, ссылаясь на начальника милиции. Называет фамилию начальника УВД города, Черноситова, который присвоил ему звание майора милиции за «обещание посадить невинного человека». Говорит о полковнике, угрожающем ему увольнением; об отсутствии у сотрудников прав бастовать или устраивать демонстрации; и вообще, о практике увольнения за административное правонарушение, вместо помощи от руководителей. Называет фамилию начальника милиции Новороссийска, Медведева, утверждая, что «он судим по уголовному преступлению», «вынесен приговор», «заменили его имя и фамилию, и он не стал судим». Обращается к Путину: «Давайте сделаем независимое расследование по всей нашей России» и просит «переговорить с глазу на глаз».

### Последующие события
Вскоре о роликах начала писать местная и федеральная пресса — первое сообщение делает сайт газеты «Мой район».
7—8 ноября ГУВД по Краснодарскому краю провело в УВД Новороссийска служебную проверку, по итогам которой Дымовского уволили из органов внутренних дел за клевету.
Вскоре Дымовский начинает давать многочисленные пресс-конференции в различных городах страны, участвовать в митингах, выступать в СМИ, открывать общественные приёмные. В конце ноября Дымовский объявляет о желании создать своё общественное движение «Белая лента».
16 декабря 2009 года глава Департамента собственной безопасности МВД России генерал-лейтенант милиции Юрий Драгунцов заявил, что материалы проверки высказываний майора направлены в Следственный комитет при прокуратуре, и что Дымовскому может инкриминироваться хищение денежных средств и разглашение государственной тайны.
28 декабря 2009 года в отношении Дымовского возбудили уголовное дело по 159 статье УК РФ «мошенничество, совершенное лицом с использованием своего должностного положения». Департамент собственной безопасности (ДСБ) МВД России не выявил нарушений, о которых говорили действующие и бывшие сотрудники правоохранительных органов в своих видеообращениях. Дымовскому назначена психиатрическая экспертиза. Соратника Дымовского оштрафовали на две тысячи рублей.
Защитник Дымовского получил в Новороссийске семь суток ареста. 21 февраля в Санкт-Петербурге прошёл пикет, в Новороссийске — митинг в защиту Дымовского и Чекалина.
12 апреля 2010 года Дымовский выступил с «последним», как он заявил, обращением к президенту Дмитрию Медведеву. Он призвал Медведева поднять уголовное дело 1990-х годов, в котором фигурировал Владимир Путин, «вспомнить „Курск“, „Норд-Ост“, Беслан». По мнению Дымовского, нужно, чтобы виновные за эти события ответили по заслугам. «До 12 ноября наведите порядок. Иначе я попрошу людей приехать на Красную площадь», — заявил Дымовский. Он также призвал Медведева «спуститься на землю», приехать в деревню, чтобы посмотреть, как живут простые люди.

### Заключение под стражу и суд

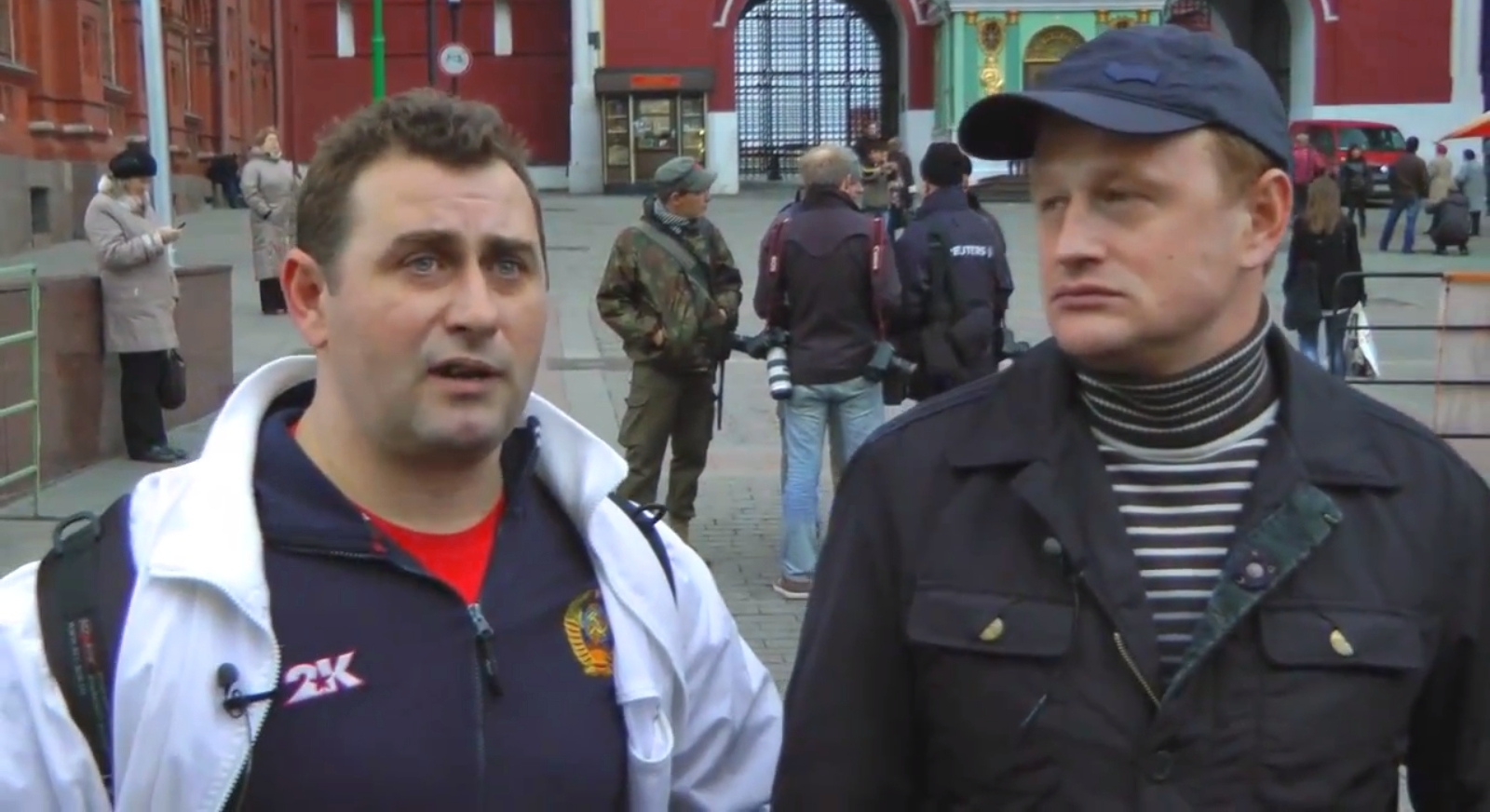
Алексей Дымовский и Максим Калашников (слева) на Красной площади. Акция гражданского протеста, 12 ноября 2010 г.

20 января 2010 года Дымовскому было предъявлено обвинение. 22 января судом в отношении него была избрана мера пресечения в виде заключения под стражу. С 22 января Дымовский содержался в СИЗО в Краснодаре. Адвокаты обжаловали заключение под стражу Дымовского в Краснодарском суде.
25 января в Новороссийске прошло первое заседание суда по уголовному делу против Дымовского. 28 января в квартирах гражданской жены Дымовского и его сводного брата прошли обыски. 7 марта мера пресечения изменена на подписку о невыезде, Дымовский вышел на свободу.
23 марта Приморский районный суд Новороссийска удовлетворил гражданские иски начальника УВД Новороссийска Владимира Черноситова и начальника ОВД Приморского района города Валерия Медведева и обязал Дымовского выплатить каждому из них по 50 тыс. рублей. Защита была намерена обжаловать это решение в законном порядке.

### Реакция МВД
Коллеги Дымовского и некоторые журналисты выразили недоверие и протест действиям бывшего майора. В частности, главный редактор «Русской службы новостей» Сергей Доренко высказался отрицательно о его личности, отметив, что Дымовский «не соответствует масштабу проблем» в МВД России.
Коллеги майора высказали сомнения в адекватности поведения Дымовского. Так, начальник пресс-центра МВД России Олег Ельников рассказал, что его поведение «вполне может быть результатом сложившихся обстоятельств и обстановки», и что, вполне вероятно, Дымовский просто «сорвался».
В МВД также сообщали, что за публичными выступлениями Дымовского могут стоять неправительственные организации, финансируемые из-за рубежа, в частности, «Агентство США по международному развитию» (USAID).

### Реакция общественности и СМИ
Видеообращение вызвало большой общественный резонанс. По словам главы комиссии по контролю над деятельностью правоохранительных органов Общественной палаты РФ Анатолия Кучерены, в общественной палате РФ намерены провести собственное расследование фактов, о которых заявил в своем обращении Дымовский. Спикер Госдумы Борис Грызлов заявил, что, если заявления Дымовского подтвердятся, то будет необходимо «срочно принимать конкретные шаги».
Лидер партии Справедливая Россия Сергей Миронов заявил: «То, что майор Дымовский говорит, увы, это правда, и министр, кстати, прекрасно это знает, и, поздравляя через телевидение своих товарищей по МВД, он вынужден был говорить горькие, но очень честные слова о тех проблемах, которые есть в МВД. Я думаю, что реформа МВД не за горами». По мнению научного редактора журнала «Эксперт» Александра Привалова, «в качестве повода для начала серьёзных перемен Дымовский годится; больше того, — он идеален… Если бы майора Дымовского не было, то его следовало бы выдумать».
Актёр Гоша Куценко в интервью газете «Комсомольская правда» признался: «Я уважаю Интернет-высказывание, которое сделал майор. Что за этим стоит, я не знаю, но как актёр могу сказать, что он говорил не выученный текст… Я бы сыграл Дымовского».
На пресс-конференции «Реформа МВД: каким должно стать ведомство?», Гудков (комитет госдумы по безопасности) и Волков (комиссия госдумы по законодательному обеспечению противодействия коррупции) сказали о Дымовском, что «в принципе он прав», и «сказал правду».
В Интернете появилась посвящённая А. Дымовскому песня ВИА «Поющие галстуки».

## Признание
Отмечен в рейтинге «100 жестов в политике» журнала «Русский репортёр» первым номером.

## Дальнейшая жизнь
1 февраля 2011 года появилось сообщение о покушении на А. Дымовского: разбита голова в маршрутном такси по дороге Анапа — Новороссийск, пропал личный телефон.
В июле 2012 года Дымовский снимал видео-ролики с места наводнения в районе города Крымск, расследуя причины трагедии, по результатам которых утверждал, что власти заранее знали о затоплении, а количество погибших сильно превосходит официальные данные.
26 октября 2013 года Дымовский был арестован на 15 суток за оставление места ДТП накануне. Сам Дымовский утверждает, что никакого ДТП не было.
В публикации октября 2015 года о Дымовском говорится, что, хотя сайт Дымовского продолжает обновляться, сам он отошёл от политики. Живёт Дымовский в своём доме в Новороссийске, воспитывает дочь, всё лето занимался выращиванием перца из Карибского бассейна, построил курятник, и собирается завести кур.
В октябре 2019 года Алексей Дымовский был арестован во время поездки в такси за хранение тротила. Перед арестом Дымовский загрузил видео, в котором он утверждает, что взрывчатое вещество было вещественным доказательством, которое его бывшие коллеги из полиции выбросили за городом вместо того, чтобы уничтожить. Он также сообщает, что прятал взрывчатку некоторое время, а затем решил добровольно сдать. Против него было возбуждено дело о приобретении, хранении и транспортировке взрывчатых веществ (часть 1 статьи 222.1 УК) и о призывах к экстремизму (статья 280 УК) из-за высказываний о Путине. В августе 2020 года Дымовского выпустили из СИЗО под домашний арест и вернули в прокуратуру дело о хранении взрывчатки из-за ошибок в материалах. 18 мая 2021 года новороссийский суд прекратил дело против бывшего майора на том основании, что он добровольно сдал взрывчатку.
В 2021 году в одном из СМИ Новороссийска появилось видеозапись, где Дымовский в костре сжигает свой загранпаспорт тем самым заявляя, что не хочет больше считаться гражданином России. Но и не планирует покидать страну.